# Chirac (Charente)
Chirac település Franciaországban, Charente megyében. Lakosainak száma 779 fő (2022. január 1.). Chirac Chabanais, Chabrac, Étagnac, Exideuil-sur-Vienne, Manot és Saint-Maurice-des-Lions községekkel határos.

## Népesség
A település népessége az elmúlt években az alábbi módon változott:
| Lakosok száma | 697  | 730  | 767  | 696  | 753  | 747  | 751  | 767  | 775  | 779  |
|               | 1968 | 1982 | 1990 | 2006 | 2013 | 2015 | 2017 | 2019 | 2020 | 2022 |